# Odžak (Novo Goražde)
Pour les articles homonymes, voir Odžak.
Odžak (en serbe cyrillique : Оџак) est un village de Bosnie-Herzégovine. Il est situé dans la municipalité de Novo Goražde et dans la république serbe de Bosnie. Selon les premiers résultats du recensement bosnien de 2013, il ne compte plus aucun habitant.
Avant la guerre de Bosnie-Herzégovine, le village faisait entièrement partie de la municipalité de Goražde ; après la guerre, une portion de son territoire a été rattachée à la municipalité de Novo Goražde, intégrée à la république serbe de Bosnie.

## Démographie

### Évolution historique de la population dans la localité
| 1948 | 1953 | 1961 | 1971 | 1981 | 1991 | 2013 |
| ---- | ---- | ---- | ---- | ---- | ---- | ---- |
| -    | -    | 131  | 110  | 96   | 71,  | 0    |

|  |

### Communauté locale
En 1991, la communauté locale d'Odžak comptait 241 habitants, répartis de la manière suivante :